# 室牧ダム
室牧ダム（むろまきダム）は、富山県富山市、一級河川・神通川支流井田川上流部の室牧川に建設されたダムである。

## 概要
洪水調節・既得取水の安定化（井田川、山田川下流部への耕地への渇水時の給水）・発電を目的とした多目的ダムとして建設された井田川総合開発事業の根幹となるダムである。室牧川の他、菅沼ダムと連携して百瀬川とも相互に取水、環流を行っている。
1979年（昭和54年）時点でアーチ式ダムとしては日本で5番目の規模であった。

## 沿革
当ダムの設置された室牧川は、下流で井田川と称して、婦負郡（当時）の平野部を流れていたが、氾濫による水害や渇水がしばしば発生する地帯であった。
このため、富山県は井田川総合開発計画の一環として当ダムを建設する計画1953年（昭和28年）を立案し、1957年（昭和32年）にV字形で安山岩の岩盤である地盤に対応するため薄肉ドーム型アーチダムとして計画された。
1958年（昭和33年）10月に現地調査が終了し、ダム建設地点も決定された。1959年（昭和44年）4月に室牧発電所と共に着工し、同年5月にはダム模型の実験の結果を受けて、当初の等厚型から変厚型に改められた。同年9月にダム模型実験が成功したため、最終的形状が確定した。同年10月28日に定礎式が行われ、同年11月には最初のダムコンクリートが打設された。この時点で既に仮排水隧道の掘削やダム掘削の大発破も実施されていた。また、一方において余水吐型式の選択も検討され、洪水調節用として堤体オリフィス2門、異常洪水処理用中央溢流方式の併用も決まっていた。
室牧発電所は、1961年（昭和36年）4月に竣工し、最大出力22,000kwにて運転を開始したものの。最終的にダムが竣工したのは、同年11月29日である。総工費は13億3,900万円。
当ダム建設に伴い、土玉生部落18戸全て、茗ケ島部落16戸中9戸、小谷部落18戸中1戸が完全水没することとなり、他の地域でも耕地の大半を失い、対岸交通の遮断により生活不能の状態になることから、対策として、富山県農地部は八尾地区の土地開拓事業に併行して、土地30haを確保し、該当世帯の集団移住に備えた。しかし、各自の移転先選定の努力が実り、各戸別の分散移転となった。このため、富山県や八尾町（当時）の介入無く円満に移転が完了した。

## 周辺
- 富山県道230号正間中線